# 耶爾姆島

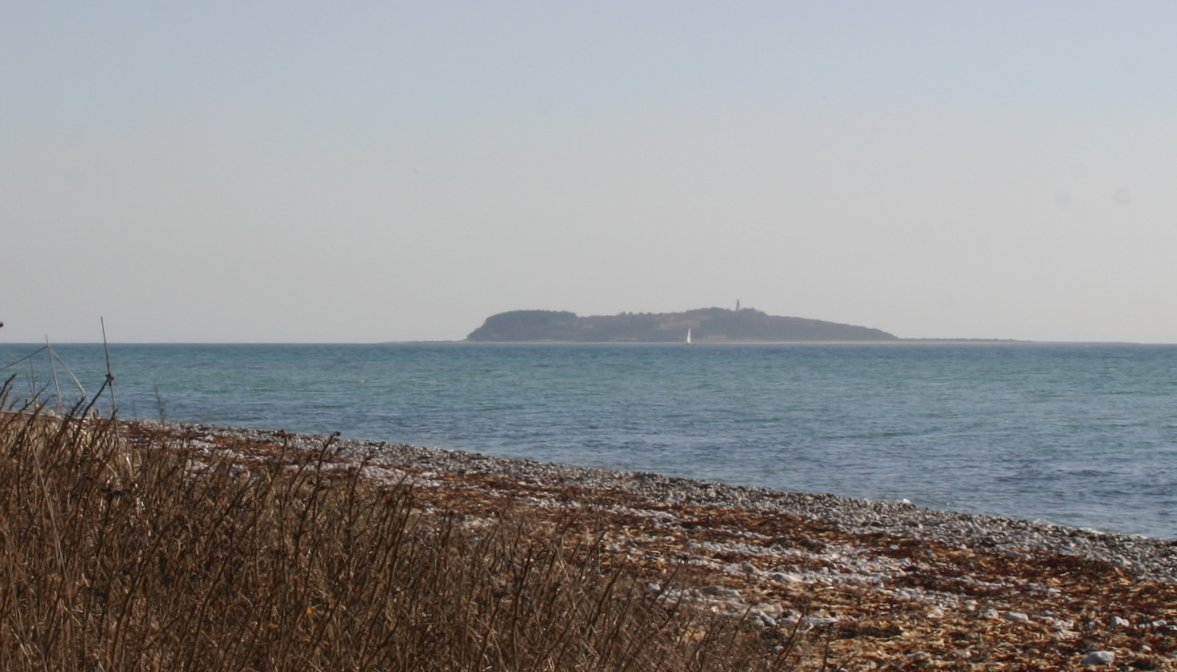

耶爾姆島是丹麥的島嶼，位於卡特加特海峽，長1.4公里、寬0.76公里，面積0.62平方公里，最高點海拔高度39米，該島自石器時代有人類居住，島上無人居住。
56°08′00″N 10°48′10″E / 56.13333°N 10.80278°E